# غرانت إدواردز
غرانت إدواردز (بالإنجليزية: Grant Edwards)‏ هو رافع أثقال ‏ أسترالي، ولد في 21 أغسطس 1970 في أستراليا.